# L'Île nue
Pour plus de détails, voir Fiche technique et Distribution.
L'Île nue (裸の島, Hadaka no shima) est un film japonais en noir et blanc, sonorisé mais sans dialogues, réalisé par Kaneto Shindō, sorti en 1960. Il se concentre sur la vie quotidienne d'une famille de fermiers vivant sur une petite île isolée de la mer intérieure de Seto. Le film suit les efforts laborieux des parents pour survivre dans un environnement aride, transportant l'eau nécessaire à la culture de leurs champs depuis l'île voisine, dans un cycle de tâches répétitives et éprouvantes.
Avec une approche quasi-documentaire, L'Île nue s'appuie sur une mise en scène épurée et un puissant langage visuel pour explorer la résilience humaine face à des conditions de vie extrêmes. La musique de Hikaru Hayashi accompagne les images avec une variation sur un seul thème, renforçant la profondeur du récit, qui repose sur l'observation silencieuse plutôt que sur les dialogues.
À sa sortie, L'Île nue a remporté le Grand Prix du Festival international du film de Moscou en 1961 et a été acclamé pour sa simplicité et sa force émotionnelle. Considéré comme l'une des œuvres majeures de Kaneto Shindō, le film est aujourd'hui célébré pour son style visuel unique et son exploration poétique du travail et de la lutte pour la survie dans un monde indifférent.

## Synopsis
Dans le sud-ouest du Japon, sur une minuscule île de l'archipel de Setonaikai, un couple d'agriculteurs cultive avec difficulté une terre aride dénuée d'eau douce. Le couple s'est résigné à devoir faire de continuels voyages en barque entre l'île voisine et son île pour y ramener l'eau précieuse et arroser avec attention et parcimonie chaque plant cultivé. Tout au long de l'année, le travail des champs rythme un quotidien qui n'est rompu que par de rares déplacements sur le continent pour y vendre sa production ou faire une visite en famille avec ses deux jeunes enfants.
Cette vie laborieuse et difficile, où chacun accomplit silencieusement son travail parfois au bord de l'épuisement, ne protège hélas pas du drame. Le décès subit d'un de ses fils plonge la famille dans une tristesse aussi résignée que son quotidien. Après l'enterrement au sommet de leur île, auquel ont été conviés les camarades de classe, la mère peine à surmonter sa douleur. Après une crise, celle-ci finit par reprendre le travail avec son mari...

## Fiche technique
- Titre : L'Île nue
- Titre original : 裸の島 (Hadaka no shima?)
- Titre anglais : The Naked Island
- Réalisation : Kaneto Shindō
- Scénario : Kaneto Shindō
- Musique : Hikaru Hayashi
- Photographie : Kiyoshi Kuroda
- Montage : Toshio Enoki
- Production : Kaneto Shindō et Eisaku Matsura
- Société de production : Kindai Eiga Kyōkai (en)
- Pays de production :  Japon
- Format : noir et blanc - 2,35:1 - son mono - 35 mm
- Genre : drame
- Durée : 94 minutes (métrage : huit bobines - 2692 m[1])
- Date de sortie : 
  - Japon : 23 novembre 1960[1]
  - France : 29 novembre 1961[2],[3]
- Classification : tous publics[2]

## Distribution
- Taiji Tonoyama : Senta, le père
- Nobuko Otowa : Toyo, la mère
- Shinji Tanaka : Taro, le fils aîné
- Masanori Horimoto : Jiro, le benjamin

## Analyse
L'Île nue se démarque par sa narration minimaliste et contemplative, dépourvue de dialogues. Le réalisateur Kaneto Shindō adopte une approche quasi-documentaire pour dépeindre le quotidien d'une famille d'agriculteurs sur une île isolée de la mer intérieure de Seto. La structure cyclique du film, rythmée par les quatre saisons, met en évidence la répétition perpétuelle des tâches quotidiennes et la lutte pour la survie. Le film se distingue par sa photographie en noir et blanc remarquable, caractérisée par des compositions géométriques rigoureuses et un usage expressif des contrastes. Les nombreux plans larges soulignent la petitesse des personnages face à leur environnement, tandis que les gros plans sur leurs visages et leurs mains révèlent l'usure physique causée par leur labeur. La caméra de Shindō privilégie les mouvements lents et mesurés, reflétant le rythme de vie des protagonistes.
Le film explore la relation complexe entre l'homme et son environnement naturel. La famille doit quotidiennement transporter l'eau depuis une île voisine, illustrant la dépendance absolue aux ressources naturelles. Cette lutte perpétuelle contre les éléments révèle tant la persévérance humaine que la précarité de l'existence. À travers le microcosme de cette famille isolée, Shindō dresse un portrait critique de la modernisation du Japon d'après-guerre. L'absence de mécanisation et la persistance de méthodes agricoles traditionnelles contrastent avec l'industrialisation rapide du pays, soulevant des questions sur le prix du progrès et la préservation des modes de vie traditionnels. Le film transcende sa localisation géographique pour aborder des thèmes universels : la dignité du travail, la résilience face à l'adversité et les liens familiaux. L'absence de dialogues renforce l'universalité du propos, transformant les gestes quotidiens en une méditation sur la condition humaine.

## Production

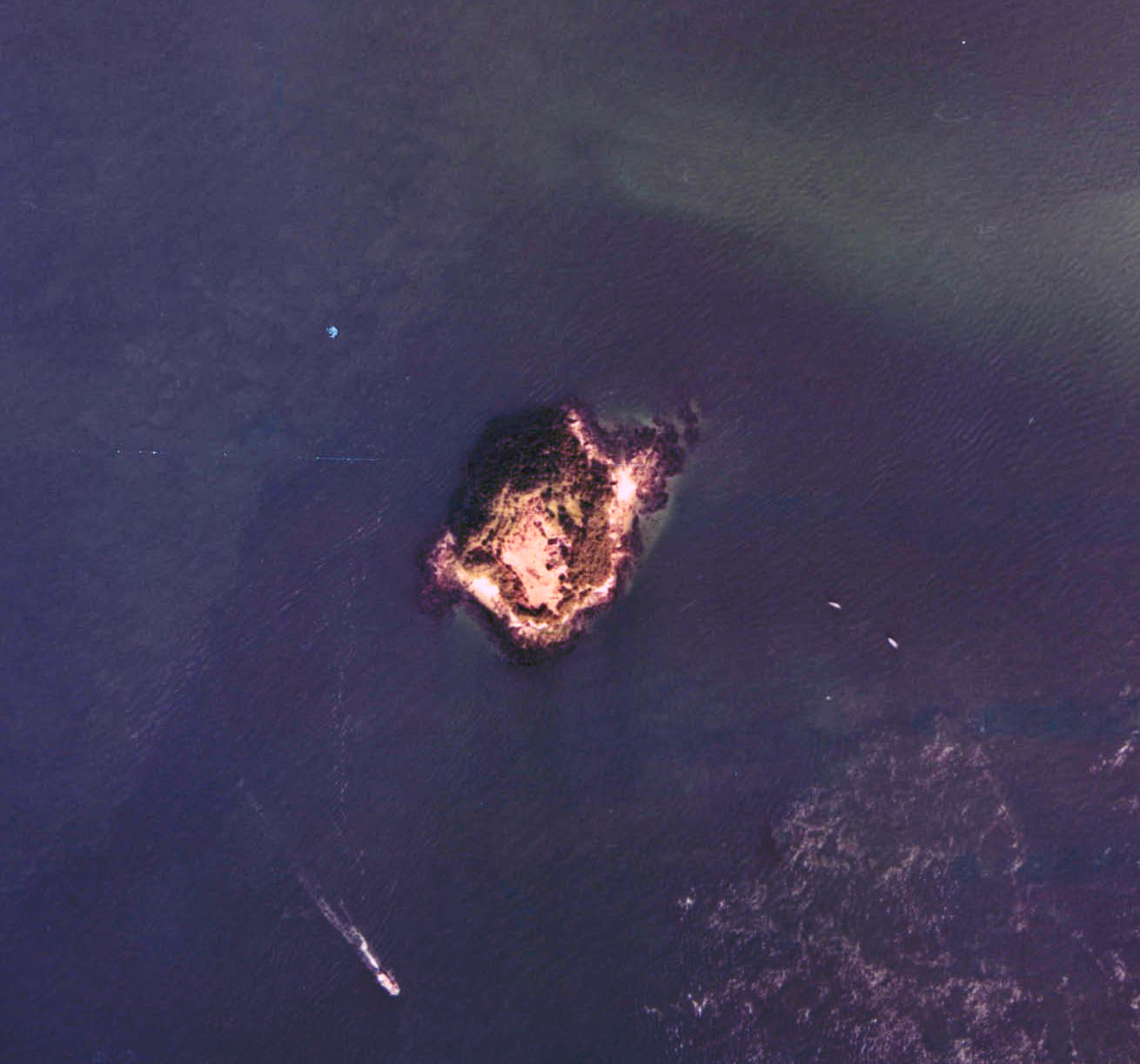
L'île Sukune en 1974.

Le réalisateur et scénariste Kaneto Shindō décide de faire ce film parce qu'il veut réaliser un film sans aucun dialogue. La société de production indépendante Kindai Eiga Kyōkai (en) est au bord de la faillite au moment où ce film est réalisé, et Shindō investit ses derniers fonds dans la réalisation du film. Le succès financier du film sauve la société. L'acteur principal Taiji Tonoyama souffre d'une grave maladie du foie due à une dépendance à l'alcool, mais il retrouve la santé car il n'y a pas d'alcool disponible près du lieu de tournage. Ces événements sont ensuite dramatisés dans le biopic de Shindō sur Tonoyama, By Player (en).
Dans son dernier livre publié avant sa mort, Shindō note que la prémisse du film, qui consiste à transporter de l'eau sur l'île, est fausse, car la culture montrée dans le film, les patates douces, n'a pas réellement besoin d'un arrosage intensif. Shindō fait délibérément porter aux acteurs des seaux d'eau lourdement chargés afin que les jougs qu'ils utilisent soient vus se courber, symbolisant la dureté de leurs vies.
Le lieu de tournage est une île inhabitée appelée Sukune, située au large de la côte d'une île plus grande appelée Sagishima, faisant partie de la ville de Mihara dans la préfecture de Hiroshima.

## Musique
La musique du film est écrite par Hikaru Hayashi et se compose principalement de variations sur un seul thème.
En raison du succès du film en France, le thème principal est la base de la chanson L'Île nue, écrite par Eddy Marnay et interprétée pour la première fois par Jacqueline Danno. Un extended play des moments forts de la musique est également sorti en France.

## Accueil
En 1961, le film remporte le Grand Prix (ex aequo avec Ciel pur de Grigori Tchoukhraï) au Festival international du film de Moscou, auquel Luchino Visconti (dont La terre tremble est une inspiration) est membre du jury.
En 1963, le film est nommé dans la catégorie du « Meilleur film de toute origine » à la 16e cérémonie des British Academy Film Awards.
Le réalisateur Nagisa Ōshima fait un jour référence critique au film en le qualifiant de « l'image que les étrangers ont des Japonais », mais il l'inclut ensuite dans son documentaire 100 Years of Japanese Cinema.

## Postérité
L'Île nue est projeté lors d'une rétrospective de 2012 sur Shindō et Kōzaburō Yoshimura à Londres, organisée par le British Film Institute et la Fondation du Japon.

## Autour du film
- Le film ne possède aucun dialogue et n'est ponctué que par le retour régulier du thème musical. Les seules voix entendues sont les chants des écoliers, et le cri de la mère à la fin du film.
- Kaneto Shindō, au bord de la banqueroute après de nombreux films et reportages n'ayant pas rencontré de succès, pensait que ce film serait son dernier. Le succès de L'Île nue a finalement relancé sa carrière et l'a fait connaître sur la scène internationale[17].
- Le film a été réalisé avec très peu de moyens : l'essentiel du budget a été dépensé pour l'achat de la pellicule et les vues aériennes. Les rôles ont été tenus bénévolement par des habitants locaux, à l'exception de Taiji Tonoyama - qui a accepté de n'être rémunéré qu'en cas de succès du film - et de Nobuko Otowa qui était la femme du réalisateur[17].
- Kaneto Shindō tenait à la valeur documentaire de son film : les acteurs ont appris minutieusement tous leurs gestes, depuis le portage des seaux d'eau, le travail de la terre, le fauchage des blés, jusqu'à la navigation à la godille. Pour plus de réalisme les seaux étaient toujours remplis d'eau. Les enfants venaient d'une île voisine. Seule la cabane des agriculteurs a été créée pour les besoins du film sur la petite île, mais il y en avait de semblables sur des îles voisines[17].
- L'île sur laquelle a été tournée le film s'appelle Sukune, dans la province de Hiroshima (ville dont Kaneto Shindō est originaire et qui fut, avec la bombe atomique, un axe majeur de son œuvre)[17].
- À sa mort, les cendres de Kaneto Shindō furent dispersées sur l'île (comme ce fut le cas des cendres de sa femme). Depuis, son fils et une association de fans cherchent des donateurs pour faire acquisition de l'île pour honorer la mémoire du réalisateur[18]
- En France, à plusieurs reprises, le thème musical principal a servi de base à la chanson L'Île nue (paroles d'Eddy Marnay).
- Jean-Pierre Mocky le considérait comme son film préféré : « Si mon film préféré reste, d'assez loin, L'Île nue de Kaneto Shindō, une épure si simple, si parfaite que personne au monde ne saurait l'égaler, je me sens proche de la filmographie de Fritz Lang »[19].

## Distinctions
Sauf indication contraire, les informations mentionnées dans cette section peuvent être confirmées par la base de données cinématographiques IMDb,  présente dans la section « Liens externes ».

### Récompenses
- Festival international du film de Moscou 1961 : Grand Prix[20]
- Festival du film de Taormine 1962 : Charybde d'or

### Nominations et sélections
- National Board of Review 1962 : classé dans le "Top Foreign Film"[21]
- BAFTA Awards 1963 : nomination au prix du meilleur film[22]